# Rue Ramey
Koordinaten: 48° 53′ N, 2° 21′ O
Die Rue Ramey ist eine Straße im 18. Arrondissement von Paris.

## Lage
Die Straße beginnt an der Rue Hermel und führt als Einbahnstraße zur Kreuzung mit den Straßen Rue Muller und Rue de Clignancourt.

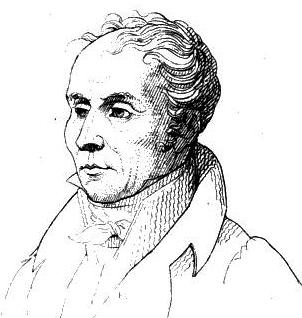
Claude Ramey

## Namensursprung
Die Straße erhielt ihren Namen zu Ehren der Bildhauer Vater Claude Ramey (1754–1838) und Sohn Jules Ramey (1796–1852).

## Geschichte
Der Abschnitt zwischen den gegenwärtigen Straßen Rue de Clignancourt und Rue Marcadet gehörte zur Chaussée de Clignancourt. Der ehemalige Weg verband das Dorf Clignancourt mit Paris an der Barrière de Rochechouart. 1858 beschloss die Gemeinde Montmartre die Chaussée de Clignancourt in Richtung der neu zu errichtenden Kirche (heute Église Notre-Dame de Clignancourt) zu verlängern; ein neuer Weg, genannt Rue U, verbindet damit die Rue Marcadet mit dem neuen Weg in der Verlängerung der Rue du Manoir, heute Rue Hermel.
Mit dem Anschluss 1859 von Montmartre an Paris wurde die Chaussée de Clignancourt offiziell in das Pariser Straßenverzeichnis aufgenommen.
Am 2. Dezember 1865 wurde der nördliche Teil der Chaussee, zwischen der Rue Muller und der Rue du Manoir (aktuelle Rue Hermel), umbenannt in „Rue Ramey“. Der restliche Teil der Straße bekam 1868 den Namen Rue de Clignancourt.

## Sehenswürdigkeiten
- Nr. 6: (Hausnummer aus den Jahren 1880–1890); hier lebte der Maler und Karikaturist Édouard Pépin
- Nr. 7: In dem Haus wurde Fabrice Luchini geboren und verbrachte hier seine Kindheit.[4]
- Nr. 10: Sitz der Ed Banger Records